# نادي برينه
نادي برينه (لفظ نرويجي: [ˈbʁỳːnə]) هو نادي كرة قدم محترف في برينه، النرويج.

## المشاركات الأوروبية
| الموسم  | المسابقة             | الجولة         | البلد  | النادي             | د. الأرض | خ. الأرض | المجموع |
| ------- | -------------------- | -------------- | ------ | ------------------ | -------- | -------- | ------- |
| 1981–82 | الدوري الأوروبي      | الدور الأول    | بلجيكا | جينك               | 0–2      | 2–1      | 2–3     |
| 1983–84 | الدوري الأوروبي      | الدور الأول    | بلجيكا | أندرلخت            | 0–3      | 1–1      | 1–4     |
| 1988–89 | كأس الكؤوس الأوروبية | الدور التمهيدي | المجر  | بكسكابا 1912 إلوره | 0–3      | 2–1      | 2–4     |

ملاحظة: د. الأرض = داخل الأرض. خ. الأرض = خارج الأرض.

## الإنجازات
- الدوري النرويجي الممتاز:
  - الوصيف (2): 1980، 1982
- كأس النرويج:
  - البطل (1): 1987
  - الوصيف (1): 2001

## وصلات خارجية
- الصفحة الرئيسية (بالنرويجية)